# Nélson Oliveira (Fußballspieler)
Nélson Miguel Castro Oliveira (* 8. August 1991 in Barcelos) ist ein portugiesischer Fußballspieler.

## Karriere

### Im Verein
Oliveira spielte in der Jugend für Sporting Braga und Benfica Lissabon. Im Januar 2010 wurde er an den Rio Ave FC ausgeliehen, woraufhin er sein Debüt in der Primeira Liga gab. In der Saison 2010/11 spielte er auf Leihbasis für den FC Paços de Ferreira. Zur Saison 2011/12 kehrte er zu Benfica zurück. Sein offizielles Debüt bei Benfica Lissabon erfolgte am 14. Oktober 2011 beim 2:0-Erfolg im Pokalspiel gegen Portimonense SC. Obwohl er in der Saison 2011/12 in zwölf Ligaspielen torlos blieb, konnte Oliveira international auf sich aufmerksam machen, als er am 6. März 2012 im Achtelfinalrückspiel der Champions League gegen Zenit Sankt Petersburg nach seiner Einwechslung das entscheidende Tor zum 4:3-Gesamtergebnis schoss.
Zur Saison 2012/13 wechselte Oliveira auf Leihbasis zum spanischen Erstligaaufsteiger Deportivo La Coruña, für den er in der Folge 30 Ligaspiele bestritt und vier Tore schoss. Am Saisonende stieg Deportivo jedoch wieder in die Segunda División ab. Zur Saison 2013/14 wurde Oliveira an den französischen Erstligisten Stade Rennes ausgeliehen.
Am 1. Januar 2015 wechselte Oliveira bis zum Saisonende in die Premier League zu Swansea City. In der Saison 2015/16 spielte er im Zuge eines weiteren Leihgeschäfts für den englischen Zweitligisten Nottingham Forest.
Im August 2016 wechselte der Portugiese zu Norwich City. Dort kam er über zwei Jahre zum Einsatz, bevor er Anfang 2019 bis zum Saisonende an den FC Reading ausgeliehen wurde. Nach Ablauf der Leihe verließ er England und schloss sich AEK Athen an, wo er zwei Spielzeiten verbrachte. Im Sommer 2021 wechselte er zu PAOK Thessaloniki. Auch bei PAOK verbrachte er zwei Spielzeiten, bis er Anfang September 2023 in die Türkei zu Konyaspor wechselte.

### In der Nationalmannschaft

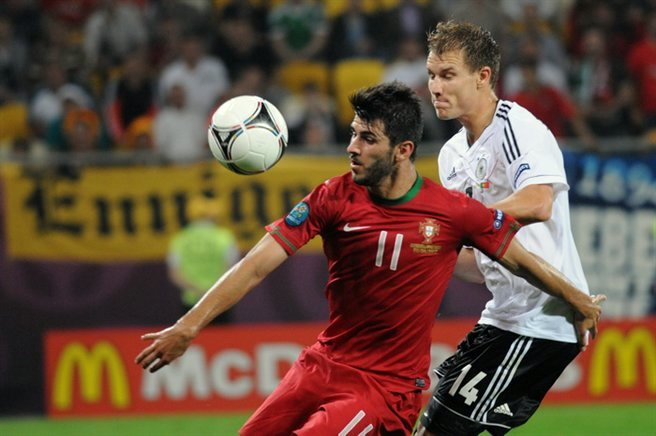
Nélson Oliveira (links) bei der EM 2012

Oliveira durchlief die Jugendnationalmannschaften seines Landes. Im Jahr 2010 nahm er an der U-19-Europameisterschaft teil. Bei der U-20-Weltmeisterschaft 2011 schoss er vier Turniertore und erreichte mit seiner Mannschaft den zweiten Platz.
Am 29. Februar 2012 gab Oliveira sein Debüt in der A-Nationalmannschaft im Rahmen eines torlosen Unentschiedens gegen Polen. Er war Teil des portugiesischen Kaders bei der Europameisterschaft 2012, kam im Turnierverlauf viermal als Einwechselspieler zum Einsatz und erreichte mit seiner Mannschaft das Halbfinale.

## Erfolge

### Verein
- Taça da Liga: 2012

### Nationalmannschaft
- U-20-Weltmeisterschaft: 2. Platz 2011

### Persönliche Auszeichnungen
- Silberner Ball der U-20-Weltmeisterschaft: 2011